# Malawis præsidenter
Malawi blev uafhængig i 1964 og blev en republik i 1966. Malawis præsidenter har været:
| Nr | Billede             | Navn                | Fra           | Til           | Parti                                                              |
|    | Præsident af Malawi | Præsident af Malawi |               |               |                                                                    |
| -- | ------------------- | ------------------- | ------------- | ------------- | ------------------------------------------------------------------ |
| 1  |                     | Hastings Banda      | 6. juli 1966  | 24. maj 1994  | Malawi Kongrespartiet                                              |
| 2  |                     | Bakili Muluzi       | 24. maj 1994  | 24. maj 2004  | Demokratiske Enheds Front                                          |
| 3  |                     | Bingu wa Mutharika  | 24. maj 2004  | 5. april 2012 | Demokratiske Enheds Front (til 2005) Demokratiske Fremskridtsparti |
| 4  |                     | Joyce Banda         | 7. april 2012 | 31. maj 2014  | Folkepartiet                                                       |
| 5  |                     | Peter Mutharika     | 31. maj 2014  | 28. juni 2020 | Demokratiske Fremskridtsparti                                      |
| 6  |                     | Lazarus Chakwera    | 28. juni 2020 | Nuværende     | Malawi Kongrespartiet                                              |